# Zolocivka, Demîdivka
Zolocivka (în ucraineană Золочівка) este localitatea de reședință a comunei Zolocivka din raionul Demîdivka, regiunea Rivne, Ucraina.

## Demografie
Componența lingvistică a localității Zolocivka
     Ucraineană (99,54%)
     Alte limbi (0,46%)
Conform recensământului din 2001, majoritatea populației localității Zolocivka era vorbitoare de ucraineană (99,54%), existând în minoritate și vorbitori de alte limbi.